# Mazuelo de Muñó
Mazuelo de Muñó es una localidad situada en la provincia de Burgos, comunidad autónoma de Castilla y León (España), comarca de Alfoz de Burgos, partido judicial de Burgos, ayuntamiento de Estépar.

## Historia
Antiguo municipio de Castilla la Vieja, en el Partido de Burgos código INE-09207 que en el censo de la matrícula catastral contaba con 33 hogares y 138 vecinos. Entre el censo de 1857 y el anterior, crece el término del municipio porque incorpora a Arenillas de Muñó y Pedrosa de Muñó. Entre el censo de 1981 y el anterior, este municipio desaparece porque se integra en el municipio de Estépar. Las tres localidades contaban con 107 hogares y 408 habitantes de derecho.

## Demografía
| Gráfica de evolución demográfica de Mazuelo de Muñó entre 1842 y 1970 |
| |
| Población de derecho según los censos de población del INE. Población de hecho según los censos de población del INE.En estos censos se denominaba Mazuelo: 1842, 1857, 1860 y 1877. Entre el censo de 1857 y el anterior, crece el término del municipio porque incorpora a Arenillas de Muñó y Pedrosa de Muñó. Entre el censo de 1981 y el anterior, este municipio desaparece porque se integra en el municipio Estépar. |

| 1842 |  | 1857 |  | 1860 |  | 1877 |  | 1887 |  | 1897 |  | 1900 |  | 1910 |  | 1920 |  | 1930 |  | 1940 |  | 1950 |  | 1960 |  | 1970 |
| ---- |  | ---- |  | ---- |  | ---- |  | ---- |  | ---- |  | ---- |  | ---- |  | ---- |  | ---- |  | ---- |  | ---- |  | ---- |  | ---- |
| 138  |  | 415  |  | 444  |  | 408  |  | 432  |  | 439  |  | 434  |  | 473  |  | 481  |  | 545  |  | 534  |  | 545  |  | 555  |  | 403  |

## Parroquia
Iglesia de San Cornelio y San Cipriano, dependiente de la parroquia de Pedrosa de Muñó en el arciprestazgo de San Juan de Ortega, diócesis de Burgos.

## Castillo

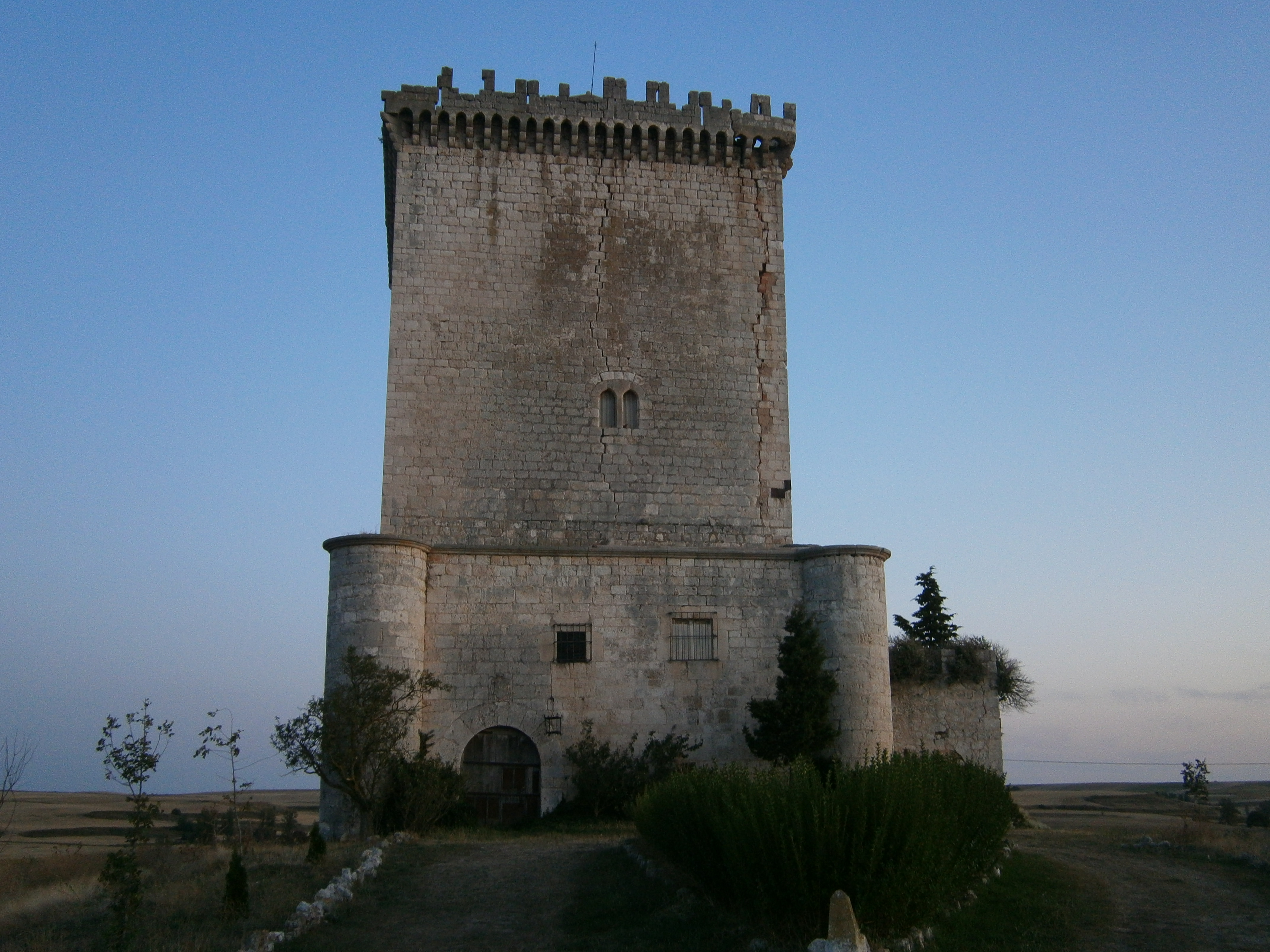
Castillo de Mazuelo de Muñó

Es uno de los mejor conservados de la provincia de Burgos. Construido por Pero Carrillo, merino mayor de Burgos, en el siglo XIV.

## Personajes célebres
- Luis Sáez, pintor (1925-2010)

## Fiestas y costumbres
Celebra las tradicionales procesiones de Semana Santa. El día 16 de septiembre celebran la festividad de sus patronos los santos Cornelio y Cipriano donde se organizan juegos y campeonatos populares, bailes, cucañas. Durante la procesión se baila a los santos.